# Philippe Boisse

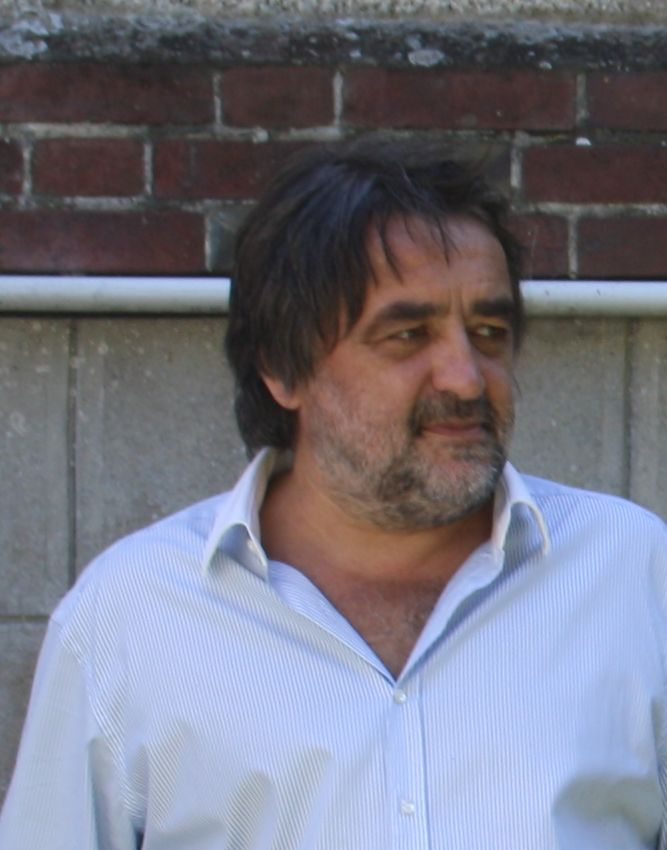
Philippe Boisee 2010

Philippe Boisse (* 18. März 1955) ist ein ehemaliger französischer Degen-Fechter. Er gewann zwei Goldmedaillen bei Olympischen Spielen. Derzeit ist er Vizepräsident des französischen Fechtverbandes.
Boisse nahm bereits an den Olympischen Sommerspielen 1976 in Montreal an den Degen-Wettbewerben teil. Bei den Olympischen Sommerspielen 1980 in Moskau gewann er die Goldmedaille mit der Degen-Mannschaft. Vier Jahre später, bei den Olympischen Sommerspielen 1984 in Los Angeles, konnte er mit der Mannschaft das Ergebnis nicht wiederholen, gewann aber trotzdem immer noch Silber. Im Einzelwettbewerb in Los Angeles konnte er zudem den Olympiasieg erkämpfen.
Bei den Fechtweltmeisterschaften 1985 wurde Philippe Boisse Weltmeister, was ihm drei Jahre zuvor bei den Fechtweltmeisterschaften 1982 bereits mit der Mannschaft gelungen war. Den Mannschaftstitel konnte er bei den Fechtweltmeisterschaften 1983 wiederholen, 1987 gewann er Mannschafts-Bronze.
Der Sohn von Philippe Boisse, Éric Boisse, ist ebenfalls ein erfolgreicher Fechter. Philippe Boisse ist derzeit der Vizepräsident des französischen Fechtverbandes.